# ダーレク・イン・マンハッタン
「ダーレク・イン・マンハッタン」（原題: " Daleks in Manhattan "）は、イギリスのSFドラマ『ドクター・フー』第3シリーズ第4話。2007年4月21日に初めて BBC Oneで放送され、同年4月28日に放送された後編「ダーレクの進化」との二部作である。なお邦題「ダーレク・イン・マンハッタン」は2012年1月14日に LaLa TV で放送された際のものであり、Huluでは「マンハッタンのダーレク」という別邦題で配信されている。

本作の舞台は1930年のニューヨーク市である。第2シリーズ「永遠の別れ」を生き延びたスカロの集団は、半分人間で半分豚の奴隷を使役し、ホームレスの人間を拉致して実験に使用する。
本作の視聴者数は669万人に達し、その週に放送されたイギリスのテレビで18番目に多く視聴された。

## 製作
二部作は当初スティーヴン・モファットが脚本を担当するはずであったが、彼は制作チームの不便を補うのではなく、第3シリーズでドクターの登場が少ないエピソード「まばたきするな」の脚本に回された。代わりにヘレン・レイナーが脚本を担当し、シリーズの歴史で初めてテレビ版のダーレクのストーリーを執筆した女性、かつ新シリーズで初めて脚本を担当した女性となった。
本作の撮影の一部はセントラル・パーク、エンパイア・ステート・ビルディング、自由の女神像などニューヨーク市内で行われた。しかし、「大渋滞」のオンラインエピソードコメンタリーで、ニューヨークで撮影したかデイヴィッド・テナントが尋ねられた際には、彼は「してないよ、他の皆はしたのに！」と返答した。自由の女神像を前にしたマーサとドクターの全てのシーンは実際にはウェールズで撮影された。制作チームは女神像の基盤に合う壁を見つけた。The Mill も Majestic Theatre の素材としてショットを使用した。なお、2005年に『ドクター・フー』が復活して以降、イギリス以外でのロケが行われたのは初めての事であった。
フーヴァー村のスラム街でのシーンは2006年11月の9  - 11日、13 - 14日にカーディフのビュートパークで撮影された。ダンスシーンはロンドンでリハーサルが行われ、撮影は11月15日にサウスウェールズのトレオーキーで行われた。
本作にダーレクが登場することは2006年11月12日にニュース・オブ・ザ・ワールドが報じ、12月にBBCが確定させた。ダーレク・セクと人間のハイブリッド体は「ダーレク・イン・マンハッタン」が放送されたその週のラジオ・タイムズの表紙に掲載され、ネタバレとなった。TV Times でのデイヴィッド・テナントのインタビューでアール・デコダーレクの登場が示唆されたが、「ダーレク・イン・マンハッタン」にも次話「ダーレクの進化」にも登場しなかった。

### キャスティング
10代目ドクターを演じるデイヴィッド・テナントなどのメインキャスト以外では、以下のような俳優が出演している。
- ジョー・モンタナ - 労働者役。9代目ドクターのエピソード「ダーレク 孤独な魂」にも司令官役で出演した。
- ミランダ・レイゾン（英語版）	 - タルーラ役。Big Finish による『ドクター・フー』のオーディオにも複数出演しており、多くは6代目ドクターのコンパニオンであるコンスタンス・クラーク役を演じる。
- アンドリュー・ガーフィールド - フーヴァー村の労働者フランク役。後に映画『ソーシャル・ネットワーク』のエドゥアルド役、『アメイジング・スパイダーマン』および『アメイジング・スパイダーマン2』のピーター・パーカー（スパイダーマン）役を演じた。

### 連続性
- タルーラがマーサにステージに上がった経験があるかを尋ねた際にマーサは「一応シェークスピアを」と答えており、これは「言葉の魔術師」での出来事を反映している。
- ダーレクが生きていると気づいた際、ドクターは "They always survive, while I lose everything."（日本語版では「生きていたのか、僕のすべてを奪っておいて…」）と発言した。ダーレクは The Daleks（1963 - 64年）、The Evil of the Daleks（1967年）、Remembrance of the Daleks（1988年）、タイム・ウォー、「ダーレク 孤独な魂」（2005年）、「わかれ道」（2005年）、「永遠の別れ」（2006年）で何度も見かけ上の絶滅を繰り返してきた。
- ダーレク・カーンは「我らの星は失われた。戦争で滅ぼされたのだ」と主張した。Remembrance of the Daleks で、ダーレクの故郷である惑星スカロは7代目ドクターに破壊された。1996年のテレビ映画では無傷のスカロが登場し、第9シリーズ「魔術師の弟子」ではダヴロスがスカロを復活させたことが語られている。

### 文化的レファレンス
- ニューヨーク市のセントラル・パークのフーヴァー村は1931年から1933年にかけて存在した。かつては市の給水システムの下部貯水池が存在したが、空になった後にグレート・ローンとタートル・ポンド（英語版）となり、フーヴァー村の設立の場となった。
- タルーラは映画『ダウンタウン物語』でジョディ・フォスターが演じた登場人物タルーラを下敷きにしている[17]。
- 本作にインスピレーションをもたらしたホラー小説および映画に『モロー博士の島』、『フランケンシュタイン』、『オペラ座の怪人』がある[17]。
- 到着時にドクターは日本語版では「この名前はつけ直されてる。元は"ニュー・アムステルダム"。言いにくい。まるで早口言葉だ」と発言したが、原語版では "New York, New York: Well, there's the genuine article. So good they named it twice. Mind you, it was New Amsterdam originally. Harder to say twice, no wonder it didn't catch on. New Amsterdam, New Amsterdam." と発言していた。これは『 New York, New York (So Good They Named It Twice)』という歌でも知られる、ニューヨーク州の都市の場所に関するユーモアである。ニューアムステルダムは当初はマンハッタン島の居住地および、ニューネーデルラントのオランダ人の植民地の一部の名前であった。植民地と居住地はいずれもイギリスに割譲された後にニューヨークに改名された。
- サウンドトラックに収録された当時の人気の曲には、ジョージ・ガーシュウィンの『ラプソディ・イン・ブルー』とアーヴィング・バーリンの『踊るリッツの夜（英語版）』がある。
- ドクターとマーサが最初にフーヴァー村に居た時、パンを巡って二人の男性が言い争っていた。ソロモンは彼らを窘めてパンを二つに分けて与えたが、これはソロモンの審判（英語版）を反映している。

## 放送と評価
本作の視聴人口の最終的な数値は669万人だった。本作は「ダーレクの進化」、「ラザラスの欲望」、「タイムリミット42」と共に通常版DVDで発売された。
The Stage のマーク・ライトは本作に肯定的で、舞台の踏査やダーレク、デイヴィッド・テナント、脇役を称賛した。二部作であることから時間がかかることを述べ、彼は「今作の脚本は現代『ドクター・フー』で提供されなければならない最高の作品の1つとして頂点に至る」と結論付けた。SFX の批評家リチャード・エドワーズは二部作に一般的に肯定的であったが、「ダーレク・イン・マンハッタン」のクリフハンガーはラジオ・タイムズがダーレク・セクのハイブリッド化を暴露したことでネタバレされたとした。IGNのトラヴィス・フィケットは上記2名ほど好意的でなく、本作を10点満点で6.5と評価した。彼はダーレクが間抜けでほとんどコミックリリーフであると思い、ライトの批評とは異なってタルーラを不快なステレオタイプに感じ、他のアメリカ人も迷惑なストックキャラクターであるとした。さらに彼は、テナントとアジェマンの演技は良質で、良いイメージも劇中にあるとしたが、メッセージ性が乱されてその前提も意味をなさないと批判した。